# 유정주
유정주(兪訂炷, 음력 1975년 12월 13일 ~)는 대한민국의 애니메이션 제작자 출신 정치인이다. 애니메이션 제작업체 <꽃다지> 전 대표이사이다. 대표 작품은 애니메이션 머털도사 26부작이 다.

## 학력
- 동덕여자고등학교 졸업
- 상명대학교 예술대학 영화영상학 학사
- 동국대학교 문화예술대학원 영화영상학 석사
- 동국대학교 영상대학원 영화영상학 박사

## 경력
- 2008.09~2020.05: 애니메이션 제작사 '꽃다지' 대표이사
- 2018.02~2020.03: 한국애니메이션산업협회 회장
- 2019.03~2020.04: 국가지식재산위원회 민간위원
- 2020년 4월 15일: 대한민국 제21대 국회의원 선거 당선(비례대표, 더불어시민당, 초선)
- 2020.07: 더불어민주당 사회적참사특별조사위원회 위원
- 2020.09~2021.05: 더불어민주당 정책위원회 상임부의장
- 2020.09: 더불어민주당 을지키는민생실천위원회 위원
- 2021.04~2021.05: 더불어민주당 중앙당 선거관리위원회 위원
- 2021.04~2022.03: 더불어민주당 원내부대표
- 2021.05: 더불어민주당 미디어혁신특별위원회 위원
- 2022.06: 더불어민주당 검찰독재정치탄압대책위원회 위원
- 2022.09: 더불어민주당 문화예술특별위원회 위원장
- 2022.10: 더불어민주당 정책위원회 선임부의장
- 2022.10: 더불어민주당 중앙당당원자격심사위원회 위원
- 2023.02: 더불어민주당 기본사회위원회 부위원장
- 2023.04: 부천시호남향우회총연합회 자문위원
- 2023.05~2023.09: 더불어민주당 원내부대표
- 2023.07: 더불어민주당 후쿠시마원전오염수 해양투기저지 총괄대책위원회 국민홍보본부장
- 2023.10: 더불어민주당 기본사회위원회 부위원장
- 2023.10~2024.05: 더불어민주당 원내부대표
- 2023.11: 사단법인 한국지체장애인협회 경기도협회 부천시지회 자문위원
- 2023.12~2024.03: 제22대 국회의원 선거 경기 부천시 갑 더불어민주당 국회의원 예비후보
- 2024.03~2024.04: 제22대 국회의원 선거 더불어민주당 서영석 경기 부천시 갑 국회의원 후보 선거대책위원회 상임공동선거대책위원장
- 2025.02~: 경기문화재단 대표이사

### 의정 활동
- 2020.05~2024.05: 제21대 국회의원(비례대표, 더불어시민당→더불어민주당, 초선)
  - 2020.06~2022.05: 제21대 국회 전반기 문화체육관광위원회 위원
  - 2020.06~2022.05: 제21대 국회 전반기 여성가족위원회 위원
  - 2021.03~2021.05: 제21대 국회 전반기 예산결산특별위원회 위원
  - 2021.07~2022.05: 제21대 국회 전반기 예산결산특별위원회 위원
  - 2022.07~2023.06: 제21대 국회 후반기 여성가족위원회 간사
  - 2022.07~2024.05: 제21대 국회 후반기 문화체육관광위원회 위원
  - 2023.05~2023.10: 제21대 국회 후반기 국회운영위원회 위원

## 역대 선거 결과
| 실시년도 | 선거   | 대수 | 직책     | 선거구   | 정당         | 득표수      | 득표율          | 순위          | 당락 | 비고 |
| -------- | ------ | ---- | -------- | -------- | ------------ | ----------- | --------------- | ------------- | ---- | ---- |
| 2020년   | 총선   | 21대 | 국회의원 | 비례대표 | 더불어시민당 | 9,307,112표 | \| \| 33.35% \| | 비례대표 10번 |      | 초선 |
|          | 33.35% |      |          |          |              |             |                 |               |      |      |

## 소속 정당
| 소속 정당 | 소속 정당    | 소속 기간 | 비고      |
| --------- | ------------ | --------- | --------- |
|           | 더불어시민당 | 2020      | 정계 입문 |
|           | 더불어민주당 | 2020~2025 | 합당      |
|           | 무소속       | 2025~현재 | 탈당      |

## 같이 보기
- 대한민국 제21대 국회의원 선거 더불어시민당 후보 목록#비례대표